# Rapala barthema
Rapala barthema är en fjärilsart som beskrevs av William Lucas Distant 1885. Rapala barthema ingår i släktet Rapala och familjen juvelvingar. Inga underarter finns listade.